# Droga wojewódzka nr 743
Droga wojewódzka nr 743 (DW743) – droga wojewódzka klasy Z w województwie lubelskim, w powiecie puławskim, w gminach: Puławy, Janowiec i Kazimierz Dolny. Jej długość to 9,115 km. Łączy Górę Puławską z Bochotnicą. Droga jest nieciągła – przez drogę płynie rzeka Wisła. Dawniej w ciągu Wisły kursował sezonowy prom.

## Miejscowości leżące przy trasie DW743
- Góra Puławska
- Sadłowice
- Nasiłów
- Bochotnica